# Violeta Denou
Violeta Denou és el pseudònim amb què signa el grup d'il·lustradors Carlota Goyta Vendrell (l'Hospitalet de Llobregat 1948), Assumpció Esteban Noguera (Girona, 1948) i Anna Vidal Cucurny (l'Hospitalet de Llobregat, 1947), dedicades a la publicació de contes, amb dibuixos i texts creats per al públic infantil. L'obra més coneguda és la creació del personatge Teo, en una col·lecció de fins a més de 150 toms en format paper i multimèdia. Els contes han estat traduïts a tots els idiomes occidentals.
Goyta i Vidal són membres de famílies amb vincles a la indústria local. Varen iniciar la seva activitat en el món de la il·lustració l'any 1977. La relació va començar durant la seva formació en disseny gràfic a ELISAVA (Escola Universitària de Disseny i Enginyeria de Barcelona, Universitat Pompeu Fabra) fins a l'inici professional del qual es coneix amb el nom de Violeta Denou. El nom del personatge, l'aspecte i el seu perfil infantil el varen decidir amb consultes a nens i nenes. Aquest nom va ser trobat a l'atzar, sense cap altre vincle. Anna Vidal va col·laborar amb Esteban i Goyta fins que Vidal es va independitzar i va continuar la seva pròpia carrera professional.
Les components d'aquest col·lectiu han publicat altres obres independentment o col·laborant amb altres autores o autors. Asunció Esteban ha publicat altres obres, en català i en castellà, com La Nana té una moneda (Editorial Destino, 1982), Caleidoscopio de relatos (Inventa Editores, 2018), On t'has ficat, Arnau? (Editorial Juventud,1985). Carlota Goyta ha publicat altres obres, en català i en castellà, com El cataclismo (Editorial Timun Mas, 2008). Anna Maria Vidal ha publicat Diálogos vitales: Itinerarios interiores femeninos y masculinos (Editorial Milenrama, 2005) entre altres títols. Es varen establir professionalment a la ciutat de Barcelona, a la plaça de Lesseps.
Les autores, a requeriment de l'editorial Timun Mas, varen crear un personatge, Teo, per publicar una nova col·lecció de contes infantils. Els contes mostren escenes del món que envolta i que és percebut pels nens i nenes. Són contes d'inspiració Montessori, basats en aspectes reals i en la vida quotidiana dels infants. Amb el transcurs dels anys els continguts dels contes s'adaptaren a les noves necessitats i al canvi dels costums socials. El col·lectiu també ha il·lustrat llibres per a diverses editorials (sempre dirigits a públic infantil) i ha realitzat il·lustracions en diverses campanyes publicitàries.
L'edició dels contes d'en Teo també és accessible per internet des de les pantalles d'ordinadors, tauletes i telèfons intel·ligents. Hi ha jocs perquè els usuaris puguin pintar, compondre cançons, endevinar paraules, crear personatges o fer d'ajudant de cuina entre altres activitats. Goyta i Esteban, amb la col·laboració del grafista Juli Torres han creat un nou personatge per infants, en Mic, accessible per mitjà de plataformes com les del CCMA i Youtube.

## Altres personatges
- Nico y Ana, guardies de tràfic de l'Editorial Timún Mas.
- Mic.

## Premis
- Premi Critici in Erba, Bologna (1981) per El riu.[10]
- Medalla d'Or al Mèrit en les Belles Arts (2010).[10]